# Vernaccia
Le nom de vernaccia est porté par différents cépages italiens. On pense qu'il provient du village de Vernazza situé dans le Parc national des Cinque Terre  en Ligurie.
Cépages à baies noires
- Vernaccia nera

Cépages à baies blanches
- Vernaccia bianca
- Vernaccia di San Gimignano, originaire de Toscane, donnant des vins blancs secs, structurés et aptes au vieillissement.
- Vernaccia di Oristano, en Sardaigne.

## Homonymes
Le nom germanisé de vernatsch s'applique en fait à la schiava grossa ou traminer.

## Synonymes
Le nom de guarnaccia, une variante influencée par le germanique warnōn 'pourvoir', peut se substituer à celui de vernaccia. Il désigne également un cépage spécifique.